# Zéaxanthine
La zéaxanthine C40H56O2 est un pigment de la famille des xanthophylles (caroténoïde) qui donne sa couleur jaune aux grains de maïs. C'est un isomère de la lutéine (numéro E161b). On la retrouve notamment dans les choux-fleurs. L'adjonction d'un corps gras augmente sa biodisponibilité pour l'organisme humain.
La zéaxanthine est utilisée comme additif alimentaire, tout comme la lutéine, et porte le numéro E161h. Mais contrairement à la lutéine et à la canthaxanthine E161g, la zéaxanthine n'est pas listée en tant qu'additif alimentaire pour l'Union Européenne (directive 2008/128/CE).
La zéaxanthine alimentaire est soit produite par synthèse, soit un extrait de Tagetes erecta.
Elle est souvent associée à la lutéine dans le jaune d’œuf, le jus d'orange ou les épinards.
La baie de goji en est une source importante, avec des teneurs pouvant atteindre 38.2mg/100g de matière fraîche, soit environ plus de 60 fois la teneur en zéaxanthine du jaune d’œuf.
Lorsqu’elles sont ingérées, la lutéine et la zéaxanthine se dissolvent dans les hydrocarbures et contribuent à la teinte jaunâtre des graisses animales.
Elles s’accumulent au niveau de la macula de la rétine pour filtrer une partie de la lumière bleue et des ultraviolets, et pour éliminer les radicaux libres.[réf. nécessaire]
Les suppléments alimentaires à la zéaxanthine sont typiquement utilisés sur la supposition d'un effet bénéfique pour la santé de l’œil. Bien qu'il n'y ait aucun effet secondaire répertorié à la prise de suppléments à la zéaxanthine, ce bénéfice possible n'a pas été vérifié scientifiquement, malgré plusieurs recherches en cours pour définir les effets de la zéaxanthine et de la lutéine dans l'alimentation,,